# Ühleinshof
Ühleinshof ist ein Gemeindeteil des Marktes Gößweinstein im Landkreis Forchheim (Oberfranken, Bayern).

## Geografie
Das Dorf in der Wiesentalb befindet sich etwa sechseinhalb Kilometer westsüdwestlich des Ortszentrums von Gößweinstein auf einer Höhe von 483 m ü. NHN.

## Geschichte
Der Ort wurde 1372 als „Mülichshof“ erstmals urkundlich erwähnt. Der Ortsname bedeutet Zum Ulleins Hof. Ullein ist eine Koseform von Ulrich, das M ist die verschliffene Form der Präposition zum. 1461 und danach wurde der Ort ohne M geschrieben.
Durch die Verwaltungsreformen zu Beginn des 19. Jahrhunderts im Königreich Bayern wurde Ühleinshof mit dem Zweiten Gemeindeedikt 1818 ein Bestandteil der Ruralgemeinde Wichsenstein. Mit der Gebietsreform in Bayern wurde Ühleinshof zusammen mit dem überwiegenden Teil der Gemeinde Wichsenstein am 1. Mai 1978 in den Markt Gößweinstein eingegliedert. Im Jahr 1987 zählte Ühleinshof 40 Einwohner.

## Verkehr
Eine aus dem Westen von der Kreisstraße FO 37 kommende Gemeindeverbindungsstraße durchquert den Ort und führt weiter zum östlichen Ortsgebiet von Wichsenstein. Vom ÖPNV wird das Dorf nicht bedient, der nächstgelegene Bahnhof an der Wiesenttalbahn befindet sich in Gößweinstein.